# Plain and Simple
Double Dubliners er et studiealbum af The Dubliners udgivet i 1973.
De medvirkende er Ronnie Drew, Luke Kelly, Barney McKenna, Ciaran Bourke og John Sheahan.
Det blev det sidste album som Phil Coulter producerede for The Dubliners. Han har skrevet flere af sangene, der er at finde på albummet. Bl.a "The Town I Loved So Well", som handler om Konflikten i Nordirland i hans hjemby Derry. Han har også skrevet "The Ballad of Ronnie's Mare", som er en satirisk sang inspireret af Ronnie Drew's passion for heste.
Det blev det sidste album med de fem "originale" medlemmer af The Dubliners.

## Spor[2]

### Side Et
1. "Donegal Danny"
2. "Queen of the Fair/The Tongs by the Fire"
3. "Fiddler's Green"
4. "Johnston's Motorcar"
5. "The Wonder Hornpipe"
6. "The Jail of Cluian Meala"

### Side To
1. "The Town I Loved So Well"
2. "The Ballad of Ronnie's Mare"
3. "The Three Sea Captains"
4. "Skibbereen"
5. "Rebellion – Wrap the Green Flag 'Round Me Boys/The West's Awake/A Nation Once Again"